# Pseudocryptochirus acanthophora
Pseudocryptochirus acanthophora är en kräftdjursart. Pseudocryptochirus acanthophora ingår i släktet Pseudocryptochirus, och familjen Cryptochiridae. Inga underarter finns listade.